# Kepler-100b
Kepler-100b es uno de los tres planetas que orbitan a la estrella Kepler-100. Fue descubierta por el método de tránsito astronómico en el año 2014. Este planeta ha sido descubierto por el Telescopio espacial Kepler. Se confirmó utilizando una combinación de formación de imágenes de alta resolución y espectroscopía y espectroscopia Doppler. Este análisis deja la posibilidad del falso positivo por debajo del 1 por ciento y pone constreñimientos en el tamaño y la masa del planeta.